# Svjetsko prvenstvo u atletici 2015. – Brzo hodanje 50 km (muškarci)
Brzo hodanje za muškarce na 50 kilometara na Svjetskom prvenstvu u atletici 2015. održano je na Nacionalnom stadionu u Pekingu 29. kolovoza 2015.

## Osvajači odličja
| Zlato  | Matej Tóth Slovačka      |
| Srebro | Jared Tallent Australija |
| Bronca | Takayuki Tanii Japan     |

## Rekordi
Prije Svjetskog prvenstva u muškom brzom hodanju na 50 km držali su sljedeći rekordi:
| Svjetski rekord                             | Yohan Diniz, Francuska       | 3:32:33 | Zürich, Švicarska              | 15. kolovoza 2014.  |
| Rekord svjetskih prvenstava                 | Robert Korzeniowski, Poljska | 3:36:03 | Saint-Denis, Francuska         | 23. kolovoza 2003.  |
| Rekord sezone                               | Matej Tóth, Slovačka         | 3:34:38 | Dudince, Slovačka              | 21. ožujka 2015.    |
| Afrički rekord                              | Marc Mundell, JAR            | 3:55:32 | London, Ujedinjeno Kraljevstvo | 11. kolovoza 2012.  |
| Azijski rekord                              | Ju Chaohong, NR Kina         | 3:36:06 | Nanjing, Kina                  | 22. listopada 2005. |
| Sjeverno, Srednjeamerički i karipski rekord | Erick Barrondo, Gvatemala    | 3:41:09 | Dudince, Slovačka              | 23. ožujka 2011.    |
| Južnoamerički rekord                        | James Rendón, Kolumbija      | 3:47:41 | Valley Cottage, SAD            | 14. rujna 2014.     |
| Europski rekord                             | Yohan Diniz, Francuska       | 3:32:33 | Zürich, Švicarska              | 15. kolovoza 2014.  |
| Oceanski rekord                             | Nathan Deakes, Australija    | 3:35:47 | Geelong, Australija            | 2. prosinca 2006.   |

## Kvalifikacijska norma
| Vrijeme |
| ------- |
| 4:06:00 |

## Raspored natjecanja
| Nadnevak           | Vrijeme | Runda     |
| ------------------ | ------- | --------- |
| 29. kolovoza 2015. | 7:30    | Završnica |

 Sva napisana vremena odnose se na lokalno vrijeme (UTC+8) 

## Rezultati
Utrka je započela u 7:30 po lokalnom vremenu.
| Tumač znakova: | NR | Državni rekord | PB | Osobni rekord | SB | Najbolji rezultat sezone | JAR | Južnoamerički rekord |

| Plasman | Atletičar          | Država      | Vrijeme | Biješka |
| ------- | ------------------ | ----------- | ------- | ------- |
| 1.      | Matej Tóth         | Slovačka    | 3:40:32 |         |
| 2.      | Jared Tallent      | Australija  | 3:42:17 | SB      |
| 3.      | Takayuki Tanii     | Japan       | 3:42:55 |         |
| 4.      | Hirooki Arai       | Japan       | 3:43:44 |         |
| 5.      | Robert Heffernan   | Irska       | 3:44:17 | SB      |
| 6.      | Zhang Lin          | Kina        | 3:44:39 | PB      |
| 7.      | Yu Wei             | Kina        | 3:45:21 | PB      |
| 8.      | Andrés Chocho      | Ekvador     | 3:46:00 | JAR     |
| 9.      | Jesús Ángel García | Španjolska  | 3:46:43 | SB      |
| 10.     | Quentin Rew        | Novi Zeland | 3:48:48 | PB      |
| 11.     | Adrian Błocki      | Poljska     | 3:49:11 | PB      |
| 12.     | Evan Dunfee        | Kanada      | 3:49:56 | PB      |